# Hohenstein, Baden-Württemberg
Hohenstein är en kommun (tyska Gemeinde) i Landkreis Reutlingen i delstaten Baden-Württemberg i Tyskland. Kommunen består av ortsdelarna (tyska Ortsteile) Bernloch, Eglingen, Meidelstetten, Oberstetten och Ödenwaldstetten. Folkmängden uppgår till cirka 3 800 invånare, på en yta av 61,71 kvadratkilometer.
Kommunen ingår i kommunalförbundet Engstingen tillsammans med kommunen Engstingen.

## Befolkningsutveckling
| Befolkningsutvecklingen i Hohenstein 1975–2015 | Befolkningsutvecklingen i Hohenstein 1975–2015 | Befolkningsutvecklingen i Hohenstein 1975–2015 | Befolkningsutvecklingen i Hohenstein 1975–2015 | Befolkningsutvecklingen i Hohenstein 1975–2015 |
| ---------------------------------------------- | ---------------------------------------------- | ---------------------------------------------- | ---------------------------------------------- | ---------------------------------------------- |
|                                                |                                                |                                                |                                                |                                                |
| År                                             |                                                |                                                | Folkmängd                                      | Areal (ha)                                     |
| 1975                                           | 1975                                           |                                                | 2 751                                          | 6 172                                          |
| 1980                                           | 1980                                           |                                                | 2 911                                          | 6 169                                          |
| 1985                                           | 1985                                           |                                                | 2 952                                          |                                                |
| 1990                                           | 1990                                           |                                                | 3 187                                          |                                                |
| 1995                                           | 1995                                           |                                                | 3 505                                          | 6 168                                          |
| 2000                                           | 2000                                           |                                                | 3 678                                          |                                                |
| 2005                                           | 2005                                           |                                                | 3 749                                          | 6 170                                          |
| 2010                                           | 2010                                           |                                                | 3 740                                          | 6 171                                          |
| 2015                                           | 2015                                           |                                                | 3 646                                          |                                                |
|                                                |                                                |                                                |                                                |                                                |